# Крозија
Крозија је насеље у Италији у округу Козенца, региону Калабрија.
Према процени из 2011. у насељу је живело 505 становника. Насеље се налази на надморској висини од 193 м.

## Становништво
| 1951. | 1961. | 1971. | 1981. | 1991. | 2001. | 2011. |
| ----- | ----- | ----- | ----- | ----- | ----- | ----- |
| 2.286 | 3.133 | 4.633 | 6.406 | 8.209 | 8.671 | 9.481 |